# Love Potion No. 9 (film)
Love Potion No. 9 is een Amerikaanse film uit 1992 geregisseerd door Dale Launer. De hoofdrollen worden vertolkt door Tate Donovan en Sandra Bullock.
De film ontleent zijn titel aan het gelijknamige liedje van Jerry Leiber en Mike Stoller uit 1959.

## Verhaal
De twee wetenschappers Paul Matthews (Tate Donovan) en Diane Farrow (Sandra Bullock) maken een magisch liefdesdrankje "nummer 8". Diane test het drankje op de Engelse Prins Geoffrey en Paul test het op studentes. Ze hebben echter nog het liefdesdrankje "nummer 9" nodig voor de goede afloop.

## Rolverdeling
| Acteur           | Personage      |
| ---------------- | -------------- |
| Tate Donovan     | Paul Matthews  |
| Sandra Bullock   | Diane Farrow   |
| Mary Mara        | Marisa         |
| Dale Midkiff     | Gary Logan     |
| Hillary B. Smith | Sally          |
| Anne Bancroft    | Mevrouw Ruth   |
| Dylan Baker      | Prins Geoffrey |
| Blake Clark      | Agent          |
| Bruce McCarty    | Jeff           |
| Rebecca Staab    | Cheryl         |